# اوگوستن روبسپیر
اوگوستن روبسپیر (فرانسوی: Augustin Robespierre‎; ۲۱ ژانویهٔ ۱۷۶۳ – ۲۸ ژوئیهٔ ۱۷۹۴) یا روبسپیر جوان سیاست‌مدار و حقوقدان اهل فرانسه بود.
وی برادر کوچکتر ماکسیمیلیان روبسپیر رهبر انقلاب فرانسه بود و از سال ۱۷۹۲ تا ۱۷۹۴ عضو کنوانسیون ملی فرانسه بود. روبسپیر در ۲۷ ژوئیه ۱۷۹۴ به‌همراه برادرش و ۲۰ نفر دیگر دستگیر و توسط دادگاه انقلابی به اعدام با گوتین محکوم شد، این حکم یک روز بعد به اجرا درآمد.